# 彼氏凹腹鱈
彼氏凹腹鱈，為輻鰭魚綱鱈形目鼠尾鱈科的其中一種。分布於印度洋索馬利亞、肯亞、安達曼海至印尼海域，屬深海底棲魚類，棲息深度在296-1019公尺，體長可達42公分，棲息在底層水域，生活習性不明。